# Bernalillo
Bernalillo település az Amerikai Egyesült Államok Új-Mexikó államában, Sandoval megyében, melynek megyeszékhelye is. Lakosainak száma 8977 fő (2020. április 1.).

## Népesség
A település népességének változása:

| 2010 | 8 320 |
| 2020 | 8 977 |